# Varennes-sur-Amance
 Varennes-sur-Amance  is een landelijke gemeente in het Franse departement Haute-Marne (regio Grand Est) en telt 265 inwoners (2018). 

Van 1 augustus 1972 tot 31 december 2011 vormde zij de kerngemeente van de fusiegemeente (commune nouvelle) Terre-Natale. Na de ontbindng daarvan nam zij haar oude naam terug, onder INSEE-code 52504.
De plaats maakt deel uit van het arrondissement Langres en van de intercommunalité ‘Communauté de communes des Savoir-Faire’.

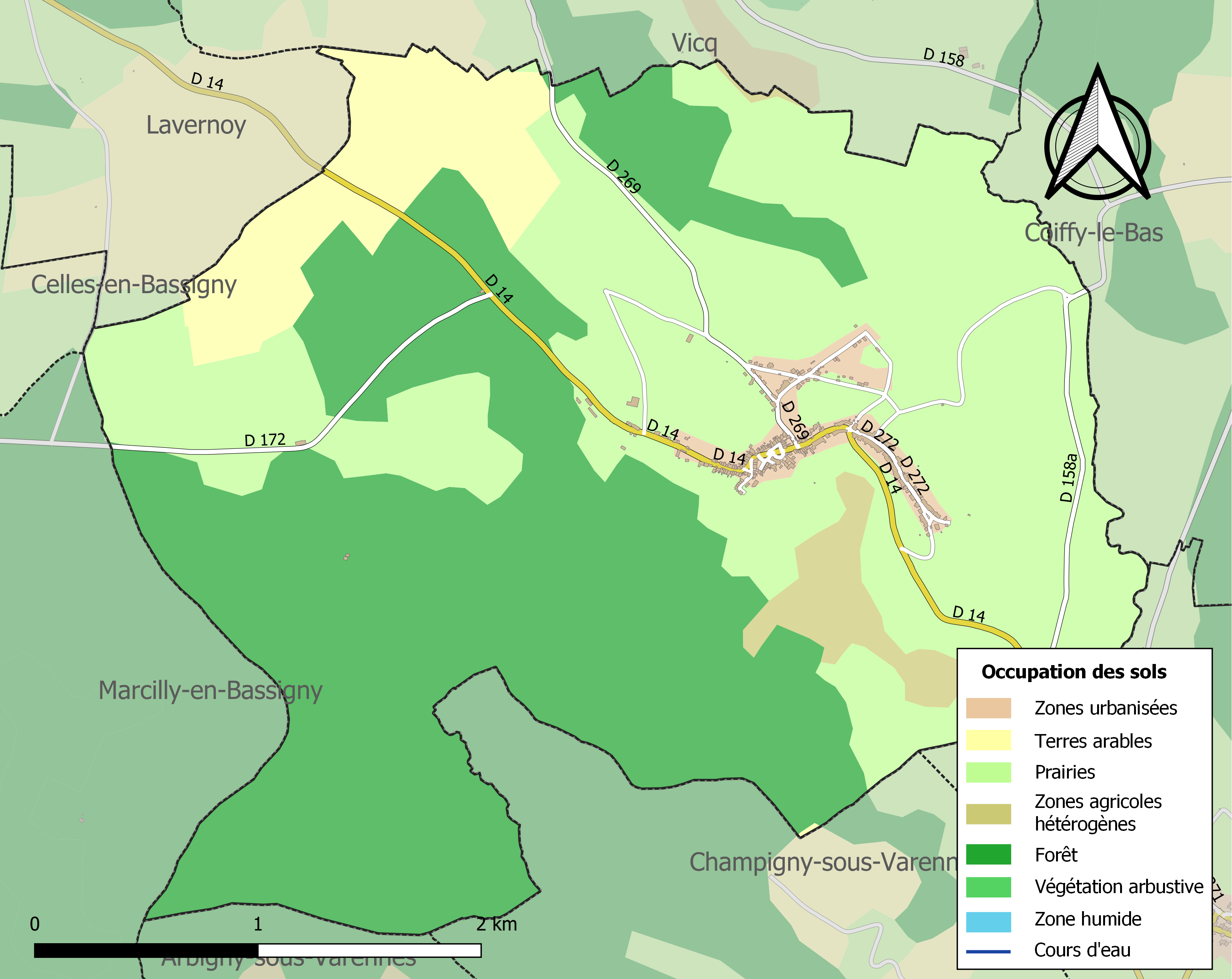
Varennes-sur-Amance

1. ↑  Populations de référence 2022.